# کورسیکو
کورسیکو (به ایتالیایی: Corsico) یک شهرستان (کومونه) در ایتالیا است که در ناحیه لمباردی٬ استان میلان واقع شده‌است.

## ویژگی‌ها
کورسیکو ۵٫۴ کیلومترمربع مساحت و ۳۴٬۱۸۹ نفر جمعیت دارد و ۱۱۳ متر بالاتر از سطح دریا واقع شده‌است.

## خواهرخوانده
شهرهای ملکوف، ماتارو و Regla خواهرخوانده‌های کورسیکو هستند.